# Cattivissimo me: Minion Rush HD
Cattivissimo me: Minion Rush HD (Despicable Me: Minion Rush) è un videogioco del 2013 creato dalla Gameloft e distribuito dalla Universal. Il gioco consiste nel diventare il Minion più cattivo di tutti.
Il gioco è stato pubblicato il 10 Giugno 2013.
Il 1 giugno 2021 il gioco ha raggiunto 1.000.000.000 di download.

## Sviluppo
L'idea di sviluppare un gioco nacque nel 2010 dopo l'uscita del primo film. Alla fine del 2012 fu terminato il gioco e fu disponibile su Mac, cellulari e computer: dal 10 giugno 2013 negli Stati Uniti e in Italia dal 13 luglio 2013. Dall'estate 2015 però il gioco diventò più arricchito con le missioni e i livelli visto che precedentemente non erano presenti.

## Trama
In attesa di Cattivissimo me 2 (uscito nei cinema dal 5 luglio 2013 e in Italia dal 10 ottobre 2013) i Minion diventano sempre più cattivi nonostante gli ostacoli da superare.

## Modalità di gioco
Lo scopo del gioco è diventare la spia più potente di tutte. In ogni partita ci sono diversi ostacoli da superare e se perdi devi resuscitare con 20 gettoni; i gettoni si guadagnano pian piano che completi le missioni. Il gioco è suddiviso in 5 sezioni, che sono: Guardaroba (dove puoi vedere, ottenere nuovi costumi o migliorare quelli che già possiedi), Carriera, a sua volta suddivisa in 3 sezioni: Obbiettivi Globali (finendo questi ultimi diventerai la spia più potente di sempre), Compiti giornalieri (completando queste missioni otterrai delle carte costume ogni giorno) e Trofei (al raggiungimento di un determinato obbiettivo otterrai carte costume molto rare, e se l'account è collegato a Google Play Giochi gli obbiettivi vengono trasformati in XP per il profilo di Play Giochi), Covo Di Gru (suddiviso in 4 stanze missioni normali, 1 stanza Operazioni Cattivissime divisa in 40 capitoli da 10 fasi l'uno, 1 Stanza Missione Speciale, 2 stanze Missione Del Fine Settimana, 1 stanza Palestra e 1 stanza Sfida Quotidiana), Negozio (dove si possono comprare offerte e quantità di valute del gioco con soldi veri, e carte costume con le valute del gioco) e Opzioni (dove si possono modificare lingua e effetti audio del gioco, vedere il proprio profilo con statistiche, o scoprire tutte le funzioni del gioco che non si conoscevano).

### Bonus
- Grande Minion: Fa diventare il Minion più grande, dove può colpire altri Minion e distruggere gli ostacoli
- Aspira Banane: Raccoglie tutte le banane intorno al Minion
- Raddoppia banane: Raddoppia le banane
- Raggio gelante: Congela e distrugge gli ostacoli
- Razzo di gru: Ti fa volare sopra la mappa
- Unicorno Fluffy: Ti fa raccogliere banane in quantità maggiore
- Scudo minion: Ti protegge da un colpo
- Luna: Ti fa raccogliere le stelle
- Siero PX 41: Distrugge tutto ciò che hai intorno e ti fa correre più veloce

### Bonus Esterni
- Cannone Dei Minion: Completa automaticamente il 50% di una missione
- Tempo e Abilità Bonus: Aumenta la durata di tutti i bonus in una corsa di 5 secondi
- Inizi con L'Abilità Caricata: L'abilità costume è carica in automatico già dall'inizio della corsa
- Bonus Obbiettivo: Aumenta il bonus del costume che si sta utilizzando nella corsa del 50%
- Resuscita gratis: Hai una vita aggiuntiva gratis. A differenza degli altri, questo non è acquistabile prima della corsa ma solo trovabile nella capsula giornaliera.

### Boss
- Vector: Lancia i droni piccoli e grandi
- Meena: Lancia biscotti
- El Macho: Lancia polli e gabbia di minion malvagi
- Ventriloquo: Lancia scatole a sorpresa

Le voci dei Boss sono in Inglese.

## Missione Speciale
Dura 20 giorni, è suddivisa in 3 parti da 7 fasi ciascuna. Per completarla bisogna ottenere circa 8.500 oggetti speciali. Ogni oggetto speciale raccolto è convertito in un biglietto del mercato. Nel mercato si possono spendere i biglietti comprando carte costume, valute virtuali, capsule premi o migliorando la "Febbre". Ci sono dei vantaggi per collezionare più oggetti speciali in poco  tempo, le "Febbri": si possono attivare all'inizio di ogni corsa, sono 3 e ottenendole si diventerà invincibili e si collezioneranno molti più oggetti rispetto a una normale corsa. Ogni "Febbre" dura 15 secondi ma il tempo può essere aumentato migliorandola nel Mercato. Al completamento di ognuna delle 3 parti si otterrà una capsula che darà molti premi, ma si ottengono premi anche al completamento di ogni fase delle parti. Ogni volta che si completa una parte lo scenario nello sfondo cambierà, fino ad arrivare allo stato finale al termine della Missione Speciale.